# Goya (nagroda filmowa)
Goya – hiszpańska narodowa nagroda filmowa, przyznawana przez Hiszpańską Akademię Sztuki Filmowej jako Premios Goya.

## Kategorie
Pierwsza ceremonia wręczenia nagród odbyła się 16 marca 1987 w Teatrze Lope de Vega, w Madrycie. Przyznano wtedy nagrody w 15 kategoriach. Obecnie przyznawana jest w 28:
- Nagroda Goya za najlepszy film
- Nagroda Goya za najlepszy krótkometrażowy film fabularny
- Nagroda Goya za najlepszy zagraniczny film hiszpańskojęzyczny
- Nagroda Goya za najlepszy film europejski
- Nagroda Goya za najlepszy film animowany
- Nagroda Goya za najlepszy krótkometrażowy film animowany
- Nagroda Goya za najlepszy film dokumentalny
- Nagroda Goya za najlepszy krótkometrażowy film dokumentalny
- Nagroda Goya dla najlepszego aktora
- Nagroda Goya dla najlepszego aktora drugoplanowego
- Nagroda Goya dla najlepszego debiutującego aktora
- Nagroda Goya dla najlepszej aktorki
- Nagroda Goya dla najlepszej aktorki drugoplanowej
- Nagroda Goya dla najlepszej debiutującej aktorki
- Nagroda Goya dla najlepszego reżysera
- Nagroda Goya za najlepszy debiut reżyserski
- Nagroda Goya dla najlepszego kierownika produkcji
- Nagroda Goya za najlepszy scenariusz oryginalny
- Nagroda Goya za najlepszy scenariusz adaptowany
- Nagroda Goya za najlepsze zdjęcia
- Nagroda Goya za najlepszy montaż
- Nagroda Goya za najlepszą scenografię
- Nagroda Goya za najlepszy dźwięk
- Nagroda Goya za najlepszą muzykę
- Nagroda Goya za najlepszą piosenkę
- Nagroda Goya za najlepsze efekty specjalne
- Nagroda Goya za najlepsze kostiumy
- Nagroda Goya za najlepszą charakteryzację i fryzury

## Rekordziści

### Aktorzy i aktorki
Lista najczęściej nagradzanych aktorów i aktorek (od dwóch nagród wzwyż). Brane pod uwagę są wszystkie kategorie aktorskie (role główne, drugoplanowe, debiutanckie).
| Aktor / aktorka       | Nagrody | Nominacje |
| --------------------- | ------- | --------- |
| Javier Bardem         | 5       | 9         |
| Carmen Maura          | 4       | 6         |
| Verónica Forqué       | 4       | 5         |
| Penélope Cruz         | 3       | 10        |
| Juan Diego            | 3       | 9         |
| Candela Peña          | 3       | 7         |
| Luis Tosar            | 3       | 7         |
| Fernando Fernán Gómez | 3       | 6         |
| Emma Suárez           | 3       | 6         |
| Laia Marull           | 3       | 3         |
| Maribel Verdú         | 2       | 11        |
| Eduard Fernández      | 2       | 10        |
| Javier Cámara         | 2       | 7         |
| Alfredo Landa         | 2       | 7         |
| Juan Echanove         | 2       | 6         |
| María Barranco        | 2       | 5         |
| Lola Dueñas           | 2       | 4         |
| Carmelo Gómez         | 2       | 4         |
| Javier Gutiérrez      | 2       | 3         |
| Emilio Gutiérrez Caba | 2       | 3         |
| Rosa María Sardà      | 2       | 3         |
| Roberto Álamo         | 2       | 2         |
| Natalia de Molina     | 2       | 2         |
| Cecilia Roth          | 2       | 2         |